# 山上万智子
山上 万智子（やまがみ まちこ、1964年7月25日 - ）は、日本の童謡歌手である。東京都出身。本名、寺島 万智子。夫は寺島一之で三児の母。